# HTTP/3
HTTP/3 è la terza versione del protocollo Hypertext Transfer Protocol usato per il World Wide Web nonché il successore di HTTP/2. HTTP/3 è basato su una precedente bozza di RFC intitolata Hypertext Transfer Protocol (HTTP) over QUIC. QUIC è un protocollo di rete di livello di trasporto sviluppato originariamente da Google in cui il controllo della congestione nello spazio utente viene realizzato su protocollo User Datagram Protocol (UDP) e proprio l'appoggiarsi su QUIC/UDP invece che su TCP rappresenta la caratteristica distintiva di HTTP/3.

## Storia

Comparazione tra le varie versioni di HTTP

Il 28 ottobre 2018 Mark Nottingham, responsabile dei gruppi di lavoro IETF HTTP e QUIC, nel contesto di una discussione in mailing list ha avanzato la richiesta ufficiale di rinominare HTTP-over-QUIC in HTTP/3, per "identificarlo chiaramente come un ulteriore legame tra la semantica dell'HTTP e il protocollo fisico... così che si capisca che è qualcosa di separato da QUIC" e di trasferire il suo sviluppo dal QUIC Working Group all'HTTP Working Group dopo il consolidamento e la pubblicazione della bozza. La sua proposta venne accettata dagli altri membri IETF dopo pochi giorni, a novembre 2018.
Il browser Chrome ha integrato il supporto di HTTP/3 nella "Canary build" di settembre 2019 e sebbene HTTP/3 non sia ancora usato di default in alcun browser, dal 2020 può essere abilitato nelle versioni stabili di Chrome e di Firefox. In via sperimentale, il supporto di HTTP/3 è stato reso disponibile anche su Safari Technology Preview l'8 aprile 2020.
Il 6 giugno 2022, IETF ha standardizzato HTTP/3 come RFC 9114.

## Implementazioni

### Browser
| Browser         | Versione                      | Data          |
| --------------- | ----------------------------- | ------------- |
| Chrome          | 79 (stabile)                  | dicembre 2019 |
| Mozilla Firefox | 72.0.1 (stabile)              | gennaio 2020  |
| Safari          | Safari Technology Preview 104 | aprile 2020   |
| Edge            | Edge (Canary build)           | 2020          |

### Librerie
Sono disponibili le seguenti librerie open source che implementano le logiche di client o di server per QUIC e HTTP/3:
| Nome     | Linguaggio di programmazione | Azienda    | Repository                                                |
| -------- | ---------------------------- | ---------- | --------------------------------------------------------- |
| quiche   | Rust                         | Cloudflare | https://github.com/cloudflare/quiche                      |
| neqo     | Rust                         | Mozilla    | https://github.com/mozilla/neqo                           |
| proxygen | C++                          | Facebook   | https://github.com/facebook/proxygen#quic-and-http3       |
| Cronet   | C++                          | Google     | https://github.com/chromium/chromium/tree/master/net/quic |
| lsquic   | C                            | LiteSpeed  | https://github.com/litespeedtech/lsquic                   |
| nghttp3  | C                            |            | https://github.com/ngtcp2/nghttp3                         |
| h2o      | C                            |            | https://github.com/h2o/h2o                                |
| libcurl  | C                            |            | https://github.com/curl/curl                              |
| MsQuic   | C                            | Microsoft  | https://github.com/microsoft/msquic                       |
| Flupke   | Java                         |            | https://bitbucket.org/pjtr/flupke                         |
| aioquic  | Python                       |            | https://github.com/aiortc/aioquic                         |
| quic-go  | Go                           |            | https://github.com/lucas-clemente/quic-go                 |
| quic     | Haskell                      |            | https://github.com/kazu-yamamoto/quic                     |

La libreria quiche di Cloudflare può essere usata anche come patch di nginx, che supporta HTTP/3 dalla versione 1.25.
Sono inoltre disponibili alcune librerie che implementano una versione precedente della bozza del protocollo o della versione Google di QUIC (Q046 usato in Chrome 76), come per esempio nghttp3.